# Tündéri keresztszülők csodálatos nyaralása
A Tündéri keresztszülők csodálatos nyaralása (eredeti cím: A Fairly Odd Summer) 2014-es amerikai–kanadai filmvígjáték, amelyet Savage Steve Holland rendezett, a Tündéri keresztszülők élőszereplős filmtrilógiájának utolsó darabja.
A forgatókönyvet Butch Hartman, Ray DeLaurentis, Will Schifrin, Kevin Sullivan és Savage Steve Holland írták. A producere Amy Sydorick. A főszerepekben Drake Bell, Daniella Monet, Daran Norris és David Lewis láthatók. A film zeneszerzője Guy Moon. A film gyártója a Billionfold.inc, a Frederator Studios és a Pacific Bay Entertainment, forgalmazója a Nickelodeon.
Amerikában 2014. augusztus 2-án mutatta be a Nickelodeon. Magyarországon 2015. június 14-én mutatta be a Nickelodeon.

## Cselekmény
A filmben Timmy Turner (Drake Bell) még mindig 23 éves, de itt Hawaii-ra utazik három tündér-keresztszülőjével, Cosmóval (Daran Norris hangja), Wandával (Susan Blakeslee hangja) és Csiribúval (Tara Strong hangja), hogy megmentsen egy különleges anyagot, az "Abrakadáriumot" a gonosz Mr. Crockertől (David Lewis) és a szintén gonosz Úbiricstól (Eric Bauza hangja). Ez az anyag a tündérek varázserejét biztosítja. Mr. Crocker Timmy őrült tündérmániás tanára, és el akar pusztítani minden varázslényt, Úbirics (Foop) pedig egy anti-tündér, Csiribú ellentéte, így hát ő gonosz, és meg akarja semmisíteni az Abrakadáriumot, hogy ne legyen varázsereje a tündéreknek. Nagy feladat ez Timmy és tündérei számára, és ez sok kalandhoz vezet Hawaii-n.

## Szereplők
| Szereplő             | Eredeti hang                                                       | Magyar hang                   |
| -------------------- | ------------------------------------------------------------------ | ----------------------------- |
| Cosmo                | Daran Norris                                                       | Markovics Tamás               |
| Wanda                | Susanne Blakeslee                                                  | Náray Erika                   |
| Csiribú              | Tara Strong                                                        | Náray Erika                   |
| Timmy Turner         | Tara Strong                                                        | Stukovszky Tamás              |
| Úbirics              | Scott Baio Eric Bauza                                              | Kerekes József                |
| Anti-F tanácstag     | Veena Sood ?                                                       | Csonka Anikó Gardi Tamás      |
| Tündérek             | N/A                                                                | Pupos Tímea Sipos Eszter Anna |
| Szereplő             | Színész                                                            | Magyar hang                   |
| Timmy Turner         | Drake Bell                                                         | Stukovszky Tamás              |
| Timmy apja           | Daran Norris                                                       | Juhász György                 |
| Timmy anyja          | Teryl Rothery                                                      | Orosz Anna                    |
| Vicky                | Devon Weigel                                                       | Dögei Éva                     |
| Tootie               | Daniella Monet                                                     | Csuha Bori                    |
| Mrs. Mulligan        | Ali Liebert                                                        | Mohácsi Nóra                  |
| Mitzie               | Ella Anderson                                                      | Hermann Lilla                 |
| Dr. Flemmish         | Vincent Tong                                                       | Sörös Miklós                  |
| Jorgen               | Mark Gibbon                                                        | Megyeri János                 |
| Crocker              | David Lewis                                                        | Fekete Zoltán                 |
| Howard               | Pomaika'i Brown                                                    | Presits Tamás                 |
| Marty                | Carter Hastings                                                    | Straub Martin                 |
| Maid Marian          | Karyn Halpin                                                       | Pupos Tímea                   |
| Mr. Mulligan         | Ken Lawson                                                         | Fellegi Lénárd                |
| Tudós                | Peter Chao                                                         | Joó Gábor                     |
| Fotós                | Brandon Marc Higa                                                  | N/A                           |
| Ed Leadly            | Tony Alcantar                                                      | Fehérváry Márton              |
| Turista              | Donnell Jewell Williams                                            | N/A                           |
| Ms. Ramon            | Robin Gutierrez                                                    | N/A                           |
| Szállodai vendégek   | Jordan Gardiner Paul S.W. Lee Nel Venzon Jodie Yee                 | N/A                           |
| Ooga Shaka           | Jodie Yee Joseph E. Agudo                                          | ? Fehérváry Márton            |
| Crocker anyja        | N/A                                                                | Fekete Zoltán                 |
| Kellékes             | N/A                                                                | Fellegi Lénárd                |
| Rendező              | N/A                                                                | Gardi Tamás                   |
| Thomas               | N/A                                                                | Gardi Tamás                   |
| Butch                | N/A                                                                | Kapácsy Miklós                |
| Popócska             | N/A                                                                | Kapácsy Miklós                |
| Őrült srác           | N/A                                                                | Papucsek Vilmos               |
| Orderly              | N/A                                                                | Papucsek Vilmos               |
| Etető                | N/A                                                                | Pupos Tímea                   |
| Kislány              | N/A                                                                | Pupos Tímea                   |
| Izompacsirtanő       | Brianna Acosta                                                     | Sipos Eszter Anna             |
| Aloha táncosok       | Denise Kewin Gayle Yamamoto Natasha Conn Tricia Dong Harlyn Polino | nem szólalnak meg             |
| Dobos                | Eduard Mallari                                                     | nem szólalnak meg             |
| Tűztáncos            | Paul Latta                                                         | nem szólalnak meg             |
| Tengerparti látogató | Jeff Parker                                                        | N/A                           |
| Őrült srác 2         | Brendan Taylor                                                     | N/A                           |

További magyar hangok: Németh Attila, Oroszi Tamás

## Fogadtatás
Az Egyesült Államokban 2014. augusztus 2-án mutatta be ezt a filmet a Nickelodeon, míg Magyarországon 2015. június 14-én szintén a Nickelodeon adta le. A film eléggé népszerű volt, 2,8 millió nézője volt premier estéjén. Ugyanakkor a kritikák közepesre értékelték.